# 344 Desiderata
344 Desiderata (mednarodno ime je tudi  344 Desiderata) je asteroid tipa C v glavnem asteroidnem pasu. 

## Odkritje
Asteroid je odkril francoski astronom Auguste Charlois ( 1864 – 1910) 15. novembra 1892 v Nici.. 
Poimenovan je po kraljici Švedske in Norveške Desideriji (Eugénie Bernhardine Désirée Clary).

## Lastnosti
Asteroid Desiderata obkroži Sonce v 4,18 letih. Njegova tirnica ima izsrednost 0,316, nagnjena pa je za 18,355° proti ekliptiki. Njegov premer je 132,27 km, okoli svoje osi se zavrti v 10,77 h .